# Mirambel
Mirambel is een gemeente in de Spaanse provincie Teruel in de regio Aragón met een oppervlakte van 45,47 km². Mirambel telt 122 inwoners (1 januari 2016).

## Demografische ontwikkeling
Bron: INE, 1857-2011: volkstellingen